# Communauté de communes Nucerienne
La communauté de communes Nucerienne est une ancienne communauté de communes française, située dans le département de l'Yonne en région Bourgogne.
Créée le 13 octobre 2000, elle disparait le 1er janvier 2014. Ses communes membres sont alors intégrées à la communauté de communes de la haute vallée du Serein, Nucérienne et Terre Plaine.

## Histoire
La communauté de Communes Nucérienne (CCN) a été créée le 13 octobre 2000. Elle regroupait alors 11 communes : Annay-sur-Serein, Censy, Etivey, Fresnes, Grimault, Molay, Moulins-en-Tonnerrois, Noyers-sur-Serein, Pasilly, Poilly-sur-Serein et Sainte Vertu. Le 1er janvier 2004, les communes de Châtel Gérard, Jouancy et Sarry ont rejoint la communauté de communes.

## Composition
Elle est composée des communes suivantes :
| Nom                   | Code Insee | Gentilé        | Superficie (km2) | Population (dernière pop. légale) | Densité (hab./km2) |
| --------------------- | ---------- | -------------- | ---------------- | --------------------------------- | ------------------ |
| Annay-sur-Serein      | 89010      | Annaysiens     | 27,00            | 238 (2014)                        | 8,8                |
| Censy                 | 89064      | Centiens       | 4,86             | 56 (2014)                         | 12                 |
| Châtel-Gérard         | 89092      | Castegérardins | 30,67            | 238 (2014)                        | 7,8                |
| Étivey                | 89161      | Étivéens       | 28,02            | 202 (2014)                        | 7,2                |
| Fresnes               | 89183      |                | 4,97             | 68 (2014)                         | 14                 |
| Grimault              | 89194      | Grimaldins     | 23,77            | 125 (2014)                        | 5,3                |
| Jouancy               | 89207      |                | 5,94             | 20 (2014)                         | 3,4                |
| Môlay                 | 89259      | Môlaisiens     | 12,00            | 100 (2014)                        | 8,3                |
| Moulins-en-Tonnerrois | 89271      |                | 15,13            | 104 (2014)                        | 6,9                |
| Noyers                | 89279      | Nucériens      | 35,66            | 629 (2014)                        | 18                 |
| Pasilly               | 89290      | Pasiens        | 9,99             | 55 (2014)                         | 5,5                |
| Sainte-Vertu          | 89371      | Vertugadins    | 14,36            | 98 (2014)                         | 6,8                |
| Sarry                 | 89376      |                | 25,64            | 161 (2014)                        | 6,3                |

### Les élus
56 élus siègent au conseil communautaire, 28 titulaires et 28 suppléants.
- André Oppeneau, Président de la CCN
- Gilles Sackepey, 1er Vice-Président
- Jacques Montenot, 2e Vice-Président

## Compétences
- Assainissement collectif
- Collecte et traitement des déchets des ménages et déchets assimilés
- Politique du cadre de vie
- Protection et mise en valeur de l'environnement
- Activités sanitaires
- Action sociale
- Création, aménagement, entretien et gestion de zone d'activités industrielle, commerciale, tertiaire, artisanale ou touristique
- Action de développement économique (Soutien des activités industrielles, commerciales ou de l'emploi, Soutien des activités agricoles et forestières...)
- Tourisme
- Construction ou aménagement, entretien, gestion d'équipements ou d'établissements culturels, socioculturels, socioéducatifs, sportifs
- Etablissements scolaires
- Activités périscolaires
- Activités culturelles ou socioculturelles
- Transport scolaire
- Schéma de cohérence territoriale (SCOT)
- Création et réalisation de zone d'aménagement concertée (ZAC)
- Programme local de l'habitat
- Gestion de personnel (policiers-municipaux et garde-champêtre...)
- Autres

## Autres adhésions
Syndicat Intercommunal d'aide à l'équipement des communes et à l'aménagement du Tonnerrois (S.I.E.C.A.T. - Pays du Tonnerrois) 

### Sources
- Le SPLAF (Site sur la Population et les Limites Administratives de la France)
- La base ASPIC